# Захарково (бывшая деревня, Москва)
Захарково — бывшая деревня на северо-западе от Москвы (ныне территория относится к району Южное Тушино), на берегу канала имени Москвы, недалеко от станции метро «Сходненская».

## Местоположение
До 1930-х гг. деревня Захарково лежала на берегу речки Химки, за оврагом (собственно, руслом Захарковского ручья длиной примерно 1,5 км., от которого ныне остался залив на водохранилище). В Химке водились щуки, окуни, голавли. В жару река почти пересыхала и при ширине в 4 м глубину имела около 13 см. Деревня имела форму буквы Г, будучи обращена одной стороной к берегу реки, а другой, основной — к оврагу; по этой основной части проходила улица (ныне Химкинский бульвар), переходившая в дорогу, соединявшую Захарково с деревней Петрово (ныне бульвар Яна Райниса). Выше деревни по течению реки лежала деревня Алёшкино, ниже — деревня Иваньково (у края Иваньковского леса, ныне лесопарк Покровское-Стрешнево). В XVIII—XIX вв. у Захаркова стояла мельница, через её плотину можно было попасть в село Никольское, к приходу которого была приписана деревня. На западе деревню отделял от Петрово лес (берёза, осина), в котором в начале XIX в. водились зайцы и лисицы, набегом бывали волки. Земля считалась неважной, урожаи на ней, согласно «Экономическим примечаниям» 1800 г., «родятца средственно».

## Древнейшие времена
Территория была заселена как минимум с III тысячелетия до н. э., то есть с позднего неолита. У Захаркова, на территории парка «Северное Тушино», найдена неолитическая стоянка III—II тысячелетия до н. э. и селище раннего железного века (I—III вв.), а также селище славян-вятичей. Рядом находились также два славянских курганных комплекса XI—XIII вв.

## Захарково при Черкасских и Шереметьевых
Первые сведения о деревне — в писцовых книгах Московского уезда 1585—1586 годов, где оно упоминается под именем Захаркино как вотчина князя Бориса Кенбулатовича Черкасского. Попытки дьяков установить более ранних владельцев этой и соседних деревень не удалась: «…не сыскали, за кем те деревни преж того были…». Черкасский, как свойственник прежней династии и одновременно Романовых (женат на сестре Филарета Романова) и возможный претендент на престол, был обвинен Борисом Годуновым (вместе с Романовыми) в попытке извести царя и сослан в Белоозеро, где и умер (1601). Имение перешло к его двоюродному брату Ивану Борисовичу Черкасскому, боярину с 1613 г., возглавлявшему ряд приказов (Иноземный, Стрелецкий, Казённый двор, приказ Большой Казны). После смерти его в 1643 г. владельцем села стал его двоюродный брат Дмитрий Мамстрюкович Черкассакий, жене которого принадлежало Никольское; затем боярин князь Яков Куденетович Черкасский (ум. 1662), и сын Михаил Яковлевич, сибирский генерал-губернатор при Петре I. Последний обустроил свою усадьбу в Никольском, переведя из него всех крестьян в Захарково; в результате по переписи 1678 г. в деревне значилось 12 крестьянских дворов и 5 дворов бобыльских, в которых проживало всего 77 человек. По его смерти, селом владел его сын Алексей Михайлович, также сибирский генерал-губернатор, кабинет-министр и великий канцлер (1740) при Анне Иоанновне . После смерти последнего (1742) Захарково вместе со всеми владениями покойного перешло к его дочери Варваре Алексеевне, вышедшей за графа Петра Борисовича Шереметьева . Далее Захарковым владели их сын Николай Петрович и внук (сын Николая Петровича от П. И. Жемчуговой-Ковалевой) Дмитрий Николаевич Шереметев. Согласно «Экономическим примечаниям» 1800 г., захарковцы занимались промыслами: мужчины — извозом в Москве и «распилкой досок», а женщины «вязанием колпаков и чулков».
В 1812 г. в Захаркове появлялись французские фуражиры, очевидно из расквартированного в соседнем Никольском Баварского кавалерийского полка (корпуса Евгения Богарнэ); при этом был «застрелен неприятелем» крестьянин Кузьма Николаев.

## Захарково на рубеже XIX—XX веков
В середине XIX в. Захарково насчитывало 60 дворов с 367 жителями — в три раза больше, чем село Никольское, к которому она была приписана. В 1902 г. насчитывалось 434 жителя. В 1912 г. в деревне было 80 дворов. В 1862 освобожденные крестьяне получили 592 десятины земли. Д. Н. Шереметьев сдал часть оставшейся у него земли купцу Крюкову для устройства кирпичного завода, который скоро прекратил своё существование. Также не удалась попытка купца Богомолова переоборудовать мельницу для нужд шерстопрядильной фабрики. Местные жители занимались молочной торговлей (хотя в деревне было лишь 19 коров) и работали на окрестных фабриках: кирпичной близ Никольского, бумажной и шерстопрядильной в Иванькове.

## Захарково в XX веке
В 1931 году под Захарковым был устроен аэродром гражданского воздушного флота (ГВФ), впоследствии переданный Управлению полярной авиации Главсевморпути. На аэродроме располагался ряд подразделений созданного в 1930 году НИИ ГВФ. В 1937 году рядом с аэродромом был организован учебный центр для гражданских лётчиков. От комплекса аэродрома до нашего времени сохранились двухэтажное здание между Химкинским бульваром, улицей Фомичёвой и здание радиомаяка на Аэродромной улице. Ангар был снесён в 2010 году.
В 1932 году началось строительство Химкинского водохранилища, в ходе которого был создан поселок «Захарково-1», включенный в состав Тушина (1934). Окрестная территория была обнесена колючей проволокой и отошла к системе Дмитлага (у деревни Иваньково охранная вышка была снесена только в 1995 году). В 1937 году канал был введён в эксплуатацию. Впоследствии в Захаркове была устроена пристань, связанная паромной переправой с воздвигнутым напротив Северным речным вокзалом. Постройка канала негативно повлияла на жизнь Захаркова, поскольку связи с соседними местностями были нарушены, часть земель затоплена, колодцы испорчены, воду для питья приходилось брать из канала, где она была достаточно грязной, а сама деревня в результате подъема воды и заболачивания местности осенью и весной утопала в такой грязи, что дети не могли посещать школу № 826 — в ста метрах от изб. Много неудобств доставлял жителям и аэродром с постоянным ревом авиационных двигателей.
С 1942 года на Захарковском аэродроме базировался гвардейский 1-й штурмовой авиационный корпус под командованием генерал-майора авиации В. Г. Рязанова. На канале, в целях маскировки, были поставлены плоты с макетами зданий. После войны на аэродроме проводились испытания первых советских вертолетов.
В 1950-е годы по берегу канала к северу от Захаркова был разбит колхозный яблоневый сад (Маджугинский сад), на базе которого ныне создан Парк «Северное Тушино». В Захарково стал ходить московский транспорт: автобус № 62 до аэродрома, затем автобус № 102 до деревни.
С 18 августа 1960 года село вошло в состав Москвы. К 1970 году застройка местности, где стояла бывшая деревня, закончилась. На месте частично засыпанного оврага был воздвигнут универсам. Часть деревни у пристани просуществовала до Олимпиады 1980 года. Ныне о Захаркове напоминают три Захарковские улицы «новорусских» коттеджей, Захарковский сад и пристань «Захарково» на Химкинском водохранилище.

## Карты
- Старые карты местности
- Карта 1763 г. (недоступная ссылка)
- Карта 1818 г.
- Братцево, Петрово, Алешкино и Захарково. Фрагмент «Плана окрестностей Ходынского военного поля» 1916 г.